# No és tan fàcil
No és tan fàcil (It's Complicated al títol original) és una pel·lícula de comèdia romàntica de 2009, produïda als Estats Units, dirigida per Nancy Meyers i protagonitzada per Meryl Streep, Steve Martin, Alec Baldwin i John Krasinski. Ha estat doblada al català.

## Argument
Jane (Meryl Streep), mare de tres fills i adults, és la propietària d'un restaurant pastisseria de Santa Bàrbara. Tot i estar divorciada des de fa anys, manté una amistosa relació amb el seu exmarit Jake (Alec Baldwin). No obstant això, quan han de viatjar junts per assistir a la graduació del seu fill la seva relació es fa malbé. En casar-se Jake amb una dona més jove, Jane es converteix de sobte en “l'altra”. I d'aquest embolic no es podrà lliurar ni tan sols Adam (Steve Martin), un arquitecte contractat per renovar la cuina de Jane.

## Repartiment
- Meryl Streep com Jane Adler.
- Alec Baldwin com Jake Adler.
- Steve Martin com Adam Schaffer.
- Lake Bell com a Agness Adler.
- Caitlin FitzGerald com Lauren Adler.
- John Krasinski com Harley Smith.
- Zoe Kazan com Gabby Adler.
- Hunter Parrish com Luke Adler.
- Mary Kay Place com Joanne.
- Rita Wilson com Tristha.
- Alexandra Wentworth com Diane.
- Blanchard Ryan com Annalise.
- James Patrick Stuart com el Dr. Moss
- Peter Mackenzie com el Dr. Alan
- Emily Kinney com la cambrera.

## Premis i nominacions
| Premi                                              | Categoria                             | Destinataris | Resultat  |
| -------------------------------------------------- | ------------------------------------- | ------------ | --------- |
| Premis de la Crítica Cinematogràfica               | Millor pel·lícula de comèdia          | Pel·lícula   | Nominat   |
| Premis Globus d'Or                                 | Millor actriu - musical o comèdia     | Meryl Streep | Nominat   |
| Premis Globus d'Or                                 | Millor pel·lícula - musical o comèdia | Pel·lícula   | Nominat   |
| Premis Globus d'Or                                 | Millor guió                           | Nancy Meyers | Nominat   |
| National Board of Review of Motion Pictures Awards | Millor repartiment de conjunt         | Pel·lícula   | Guanyador |
| Premis Satellite                                   | Millor pel·lícula - musical o comèdia | Pel·lícula   | Nominat   |
| Premi BAFTA                                        | Millor actor secundari                | Alec Baldwin | Nominat   |